# Galatasaray Spor Kulübü 2009-2010
Questa voce raccoglie le informazioni riguardanti il Galatasaray Spor Kulübü nelle competizioni ufficiali della stagione 2009-2010.

## Stagione
La sessione di calciomercato del 2009 vede la squadra ancora una volta impegnata in un'ambiziosa campagna acquisti per tornare ai vertici del calcio turco ed europeo. Il primo innesto è l'allenatore: viene scelto Frank Rijkaard, appena esonerato dal Barcellona, squadra con la quale aveva vinto Champions League e Liga. Sono inoltre acquistati il trequartista Elano, stella del Manchester City nella precedente stagione, l'ala Abdul Kader Keïta, titolare del Lione nelle ultime stagioni, e l'esperto portiere Leo Franco (da segnalare inoltre le partenze di Meira e De Sanctis). In questa stagione i turchi arrivano primi nella fase a gironi in Europa League e poi sono eliminati ai sedicesimi di finale dall'Atlético Madrid. In campionato la squadra inizia una fuga con Fenerbahçe e Bursaspor, grandissima rivelazione stagionale, ma si classifica terza alle loro spalle nonostante gli acquisti dei giovani talenti Jô e Giovani Dos Santos e del terzino Lucas Neill nel mercato invernale.

## Rosa
Fonte:
| N. |                           | Ruolo | Calciatore        |
| -- | ------------------------- | ----- | ----------------- |
| 1  | Turchia (bandiera)        | P     | Aykut Erçetin     |
| 2  | Turchia (bandiera)        | D     | Emre Güngör       |
| 3  | Turchia (bandiera)        | D     | Uğur Uçar         |
| 5  | Turchia (bandiera)        | D     | Gökhan Zan        |
| 6  | Svezia (bandiera)         | C     | Tobias Linderoth  |
| 7  | Turchia (bandiera)        | C     | Aydın Yılmaz      |
| 8  | Germania (bandiera)       | C     | Barış Özbek       |
| 9  | Brasile (bandiera)        | C     | Elano             |
| 10 | Turchia (bandiera)        | C     | Arda Turan        |
| 11 | Costa d'Avorio (bandiera) | A     | Abdul Kader Keïta |
| 12 | Australia (bandiera)      | D     | Lucas Neill       |
| 14 | Turchia (bandiera)        | C     | Mehmet Topal      |
| 15 | Rep. Ceca (bandiera)      | A     | Milan Baroš       |
| 16 | Turchia (bandiera)        | C     | Mustafa Sarp      |
| 18 | Turchia (bandiera)        | C     | Ayhan Akman       |
| 19 | Australia (bandiera)      | C     | Harry Kewell      |
| 21 | Turchia (bandiera)        | D     | Emre Aşık         |

| N. |                      | Ruolo | Calciatore         |
| -- | -------------------- | ----- | ------------------ |
| 22 | Turchia (bandiera)   | D     | Hakan Balta        |
| 23 | Turchia (bandiera)   | C     | Serkan Kurtuluş    |
| 25 | Argentina (bandiera) | P     | Leo Franco         |
| 30 | Messico (bandiera)   | A     | Giovani dos Santos |
| 32 | Brasile (bandiera)   | A     | Jô                 |
| 36 | Turchia (bandiera)   | D     | Emrah Yollu        |
| 37 | Turchia (bandiera)   | C     | Emre Çolak         |
| 38 | Turchia (bandiera)   | A     | Cem Sultan         |
| 40 | Turchia (bandiera)   | C     | Caner Öztel        |
| 55 | Turchia (bandiera)   | D     | Sabri Sarıoğlu     |
| 69 | Turchia (bandiera)   | C     | Cumhur Yılmaztürk  |
| 76 | Turchia (bandiera)   | D     | Servet Çetin       |
| 80 | Turchia (bandiera)   | D     | Murat Akça         |
| 86 | Turchia (bandiera)   | P     | Ufuk Ceylan        |
| 88 | Turchia (bandiera)   | C     | Caner Erkin        |
| 91 | Turchia (bandiera)   | D     | Berk Neziroğluları |
|    | Turchia (bandiera)   | P     | Firat Kocaoğlu     |